# Paulo Gonet
Paulo Gustavo Gonet Branco (Rio de Janeiro, 16 de agosto de 1961) é um jurista, professor e procurador brasileiro. Membro do Ministério Público Federal desde 1987, é o atual procurador-geral da República.
É coautor, junto ao ministro do Supremo Tribunal Federal (STF) Gilmar Mendes, do livro Curso de Direito Constitucional, obra vencedora do Prêmio Jabuti em 2008. Também é um dos fundadores do Instituto Brasileiro de Ensino, Desenvolvimento e Pesquisa (IDP).

## Carreira
Paulo Gonet formou-se em direito pela Universidade de Brasília (UnB), em 1982. Concluiu mestrado em direitos humanos pela Universidade de Essex, em 1990, e doutorado em direito, estado e constituição pela UnB, em 2008.
Entre 1982 e 1987, trabalhou no STF como assessor do ministro Francisco Rezek, que fora seu professor na graduação.
Foi aprovado em primeiro lugar nos concursos públicos para os cargos de promotor de justiça do Ministério Público do Distrito Federal e dos Territórios e procurador da República. Tendo optado por este último, ingressou no Ministério Público Federal (MPF) como procurador da República, em 1987, e foi promovido a subprocurador-geral da República, em 2012.
Em razão de haver ingressado no MPF antes da promulgação da Constituição de 1988, não é proibido de exercer simultaneamente a advocacia, tendo atuado como advogado desde 1994 e sido sócio do escritório Sergio Bermudes Advogados. Em novembro de 2023, licenciou-se da atividade, requerendo a suspensão de seu registro junto à Ordem dos Advogados do Brasil (OAB).
Fundou, em 1998, junto a Gilmar Mendes e Inocêncio Mártires Coelho, o Instituto Brasiliense de Direito Público, atual Instituto Brasileiro de Ensino, Desenvolvimento e Pesquisa (IDP), em Brasília, permanecendo como sócio até 2017. Com eles também escreveu o livro Curso de Direito Constitucional (primeira edição em 2007), publicado pela Editora Saraiva, e que conquistou o 50.º Prêmio Jabuti, em 2008, em terceiro lugar na categoria de direito. O livro se consolidou como uma referência na área do direito constitucional.
É conselheiro superior do Centro de Altos Estudos em Controle e Administração Pública do Tribunal de Contas da União (TCU).
Exerceu o cargo de diretor-geral da Escola Superior do Ministério Público da União (ESMPU) entre dezembro de 2019 e julho de 2021.
Em 29 de julho de 2021, passou a exercer a função de vice-procurador-geral eleitoral, designado pelo procurador-geral Augusto Aras. Foi o responsável por chefiar o Ministério Público Eleitoral nas eleições de 2022. Destacou-se pela defesa da Justiça Eleitoral e da urna eletrônica. Em junho de 2023, apresentou ao Tribunal Superior Eleitoral um parecer opinando pela condenação do ex-presidente Jair Bolsonaro por abuso de poder político.
Em 27 de novembro de 2023, Gonet foi indicado pelo presidente Luiz Inácio Lula da Silva ao cargo de procurador-geral da República. Em 13 de dezembro, o Senado Federal aprovou sua indicação por 65 votos favoráveis e 11 contrários. Tomou posse como procurador-geral em 18 de dezembro de 2023.
Em 18 de fevereiro de 2025, Gonet apresentou denúncia ao STF contra o ex-presidente Jair Bolsonaro e outras 33 pessoas por organização criminosa, golpe de Estado, abolição violenta do Estado Democrático de Direito, dano qualificado e deterioração de patrimônio tombado, referentes à tentativa de golpe de Estado no Brasil em 2022–2023. Dentre os demais denunciados estão Walter Braga Netto, Augusto Heleno, Alexandre Ramagem, Mauro Cid, Anderson Torres, Silvinei Vasques, Almir Garnier Santos e Paulo Sérgio Nogueira. As penas máximas para os crimes apontados na denúncia alcançam somadas 39 anos de prisão. A denúncia foi baseada em um relatório da Polícia Federal (PF), apresentado durante a Operação Contragolpe em novembro de 2024 e complementado no mês seguinte, que havia indiciado 40 pessoas pelo planejamento e execução da trama golpista na conclusão do respectivo inquérito.
É considerado como um jurista conservador.

## Prêmios
- Prêmio Jabuti, Câmara Brasileira do Livro, em 2008.[28]

- Comendador da Ordem do Mérito da Justiça do Trabalho, TST, em 2004.[29]

- Comendador da Ordem do Rio Branco, Ministério das Relações Exteriores, em 2002.[30]